# Secesja awentyńska
Secesja awentyńska (wł. secessione dell'Aventino) – określenie włoskiego ruchu jednoczącego partie polityczne w opozycji względem faszyzmu i reżimu Benito Mussoliniego.
Po przyjęciu tzw. prawa Acerbo w 1923 r., największa partia, która zdobyła w wyborach przynajmniej 25% głosów, uzyskiwała 2/3 mandatów parlamentarnych. Po wyborach w kwietniu 1924 roku, Mussolini zapewnił sobie 66,3% miejsc w parlamencie. Działacz socjalistyczny Giacomo Matteotti został zamordowany w efekcie oskarżeń o sfałszowanie wyborów i przemoc, jakie wystosował pod adresem faszystów. Okazały się one prawdziwe. W efekcie tego większość opozycyjnych partii opuściło parlament, co zostało nazwane „secesją”. Jednakże secesja awentyńska tylko pomogła Mussoliniemu w umocnieniu swojej pozycji – w parlamencie nie zasiadali już przedstawiciele opozycji. Dzięki temu mógł on w 1926 roku wprowadzić dyktaturę.